# مجلة مواقف
مجلة مواقف مجلة فصلية ثقافية فكرية صدرت في العاصمة اللبنانية بيروت في العام 1968، تحت شعار: ""للحرية والإبداع والتغيير". توقفت عن الصدور في العام 1994.

## التأسيس
أصدر مجلة مواقف الشاعر اللبناني- السوري أدونيس، بالتعاون مع عدد من المثقفين والكتّاب والفنانين، في العام 1968، بعد أن غادر في العام 1963 مجلة شعر التي ساهم بتأسيسها مع الشاعر اللبناني يوسف الخال في العام 1947.
رأس أدونيس تحرير المجلة التي صدرت بداية مرة كل شهرين (بشكل غير دوري)، وبعد السنوات الأولى صارت فصلية، ثم صدرت عن دار الساقي في بيروت أيضًا، برئاسة تحرير: كمال أبو ديب، وإلياس خوري، وخالدة سعيد. أما أدونيس فكان المدير المسؤول.
أورد أدونيس في افتتاحية العدد الأول جملة أكد فيها توجه المجلة: «لن يكون هناك موضوعات مقدسة لا يجوز بحثها».
سبق أدونيس إصدار المجلة ببيان جاء تحت عنوان: «بيان من أجل 5 حزيران» في العام 1967، وكان ذلك بعد أيام من النكسة، وتحديدًا في 10 حزيران.
ويعكس البيان الذي نشره في جريدة "لسان الحال"، التي كان يحرر صفحتها الأدبية آنذاك، "جانبًا أساسيًّا من ملامح أدونيس الفكرية، وهو امتداد ظاهر لملامح بطله "مهيار الدمشقي" الذي يصفه بأنه "الريح لا ترجع القهقرى"، وفي خطواته جذوره. بل ان ذلك البيان امتداد للمنحى النقدي التاريخي الحضاري الذي ظهر واضحًا منذ العام 1958 في قصيدتي مرثية الأيام الحاضرة ومرثية القرن الأول إلى أن بلغ ذروته في "الكتاب" (1995-1998-2002).

## للحرية والابداع والتغيير
حافظت مجلة مواقف على شعارها: «للحرية والإبداع والتغيير»، طوال فترة صدورها، حتى توقفها في العام 1994. وبدا بارزًا تخصيصها منبرًا لاكتشاف المواهب الشعرية العربية الجديدة.
ويمكن القول إن المجلة كانت متابعة من شريحة واسعة من المثقفين العرب، إذ وصلت أعدادها إلى معظم البلدان العربية. لكن هذا الانتشار والاهتمام لم يحمها من قرار المنع من قبل الرقابة في 6 دول عربية على الأقل. ولم تسلم أعدادها من المنع المتكرر إلا في لبنان والمغرب وتونس.

## العدد الأول
ضمّ العدد الأول من المجلة الصادر في 1 تشرين الأول (أكتوبر) 1968، مقالات وكتابات وترجمات وقصائد لعدد من الكتّاب والشعراء؛ فافتتح العدد بمقال للمفكر المصري زكي نجيب محمود تحت عنوان: ميلاد جديد. كذلك مقالات: للفرنسي جاك بيرك، والسعودي عبد الله القصيمي، والأديب المصري نجيب محفوظ، والمفكر اللبناني ناصيف نصّار، وكتابات لحليم بركات، وأنطون مقدسي، وسلمى الخضراء الجيوسي، وسليم عبو، ومنير العكش، وفاروق مردم، وخالدة سعيد، وقصائد للشاعر السوري نزار قباني، وغيرهم.
كما ضمت في صفحاتها الأخيرة وثيقتين: الأولى عن الثورة الطلابية الثقافية في أوروبا؛ والثانية: المحامون العرب والحرية.

## توقف المجلة
يؤكد أدونيس في حوار صحافي أن المجلة لم تتوقف لسبب مادي، موضحًا «أن الاشتراكات فيها وعوائد بيعها تكفيها؛ خصوصا مع عدم وجود مكتب لها ولا من يتقاضى أي مرتب. الجميع يكتبون مجانا».
وعند سؤاله عن سبب التوقف إذًا؟ يقول:
"طلبت من شخص أن يكتب لنا عن وضع المرأة من الناحية القانونية، في النص الديني الاسلامي بشكل خاص. لكنه رفض وقال لا أستطيع لأن المرأة لا حقوق لها. وحاولنا أن نقنعه ففشلنا. لذلك أوقفنا المجلة، وقلت لماذا نتابع إصدار مجلة لا تستطيع أن تقول ما يجب أن يقال.
ثم يتوسع في الإجابة ليقول:
"لم نستطع الوفاء بعهدنا الذي أشرت إليه. ظلت هناك مواضيع لم نستطع أن نتطرق إليها. وأعتقد أن هذا خلق لدينا نوعًا من الخيبة واليأس. على سبيل المثال إذا بحثنا في عدد – وهذا ما حاولنا أن نخطط له- "ما القيمة المعرفية اليوم للوحي" لن يكتب أحد، أو يندر من يكتب. لا أظن أحدًا سيتجرأ على الكتابة الحقيقية أو الجواب الحقيقي عن هذا السؤال. وكذا لو طرحنا سؤالا آخر: "ما العلاقة العَقَدِية نصيا بين التوراة والقرآن، وكيف نحلل هذه العلاقة".
استنادا إلى التجربة مع عدد المرأة بدا لنا أننا إذا كانت قضية المرأة لا نستطيع أن نخوض فيها بحرية كاملة فكيف نستطيع الكتابة عن مثل تلك القضايا! وأنت تلاحظ حتى الآن أنه ليس هناك أي سؤال معرفي حول النص الديني في الفلسفة العربية. كيف تنتج فكرا فلسفيا أو معرفة إذا لم تناقش الأصول التي أنتجت المعرفة في ثقافتك؟
هذه الأشياء هي التي دعتنا إلى إيقاف المجلة".

## ينظر أيضًا
- المجلات الثقافية العربية.. احتجاب.. صدور.. وسؤال الكتابة مجدداً
- أدونيس
- مجلة شعر